# Eric Kandel
Eric Richard Kandel (Beč, 7. studenog 1929.) je psihijatar i neuroznanstvenik koji je 2000.g. dobio Nobelovu nagradu za fiziologiju ili medicinu za svoj rad na fiziološkoj osnovi pamćenja u neuronima.  
Nobelovu nagradu je podijelio s Arvid Carlssonom i Paul Greengardom.
Zbog nacizma 1938. godine pobjegao je s roditeljima u New York, SAD.

## Istraživanje
Sa svojim je suradnicima, na primjeru jednostavnog živčanog sustava Kalifornijskog morskog puža (Aplysia californica) uspio objasniti molekularne promjene u neuronu i na sinapsi kod različitih oblika učenja (neasocijacijskog: habituacija i senzitizacija).

## Vanjske poveznice
- Nobelova nagrada - životopis  Arhivirana inačica izvorne stranice od 30. svibnja 2013. (Wayback Machine) (engl.)